# 田葱属
田葱属（学名：Philydrum）是田葱科下的一个属，为粗壮草本植物。该属仅有田葱（Philydrum lanuginosum）一种，分布于热带亚洲和大洋洲。